# The Masked Rider (film 1916)
The Masked Rider è un film muto del 1916 scritto e diretto da Fred J. Balshofer. Prodotto dalla Quality Pictures Corporation, aveva come protagonisti Harold Lockwood e May Allison, nota coppia dello schermo dell'epoca. Gli altri interpreti erano Lester Cuneo (nel ruolo del villain), H.W. Willis, Jack McDonald, Harry Burkhardt, Clarissa Selwynne, Harry Linkey, Howard Truesdale. La fotografia si deve a Tony Gaudio e a Ray C. Smallwood.

## Trama
Dopo la morte del fratello, ucciso da una banda di fuorilegge, Bruce Edmonds entra nel servizio segreto per vendicarne la morte. Facendosi passare per un religioso, si mette a indagare su una distilleria clandestina. Suo avversario si rivela Squid Archer, capo della banda e assassino del fratello. Bruce, travestito e con una maschera sul volto, spia i contrabbandieri ma ne nasce un conflitto a fuoco nel quale rimane coinvolta accidentalmente Jill, una ragazza di cui Bruce si è innamorato. Lei ringrazia il cavaliere mascherato che l'ha salvata, donandogli una ciocca di capelli. Il giorno seguente, Jill scopre nella stanza del pastore la sua ciocca e si rende così conto che il misterioso cavaliere e il ministro sono la stessa persona. Quella stessa notte, Bruce conduce un raid contro i distillatori clandestini. Debellata la gang, il giovane - smessi i panni religiosi - può rivelare la sua vera identità e cominciare a fare piani per il futuro insieme a Jill.

## Produzione
Il film fu prodotto dalla Quality Pictures Corporation, una piccola società indipendente fondata l'anno precedente da Fred J. Balshofer.
Il film venne girato nelle Blue Ridge Mountains, nel North Carolina.

## Distribuzione
Il copyright del film, richiesto dalla Quality Pictures Corp., fu registrato il 7 giugno 1916 con il numero LP8442.
Distribuito dalla Metro Pictures Corporation, il film uscì nelle sale cinematografiche statunitensi il 12 giugno 1916.
Copie complete della pellicola si trovano conservata negli archivi della Library of Congress di Washington, in quelli del George Eastman House di Rochester e del New Zealand Film Archive di Wellington.